# 최립 (금)
최립(崔立, ？~1233)은 장릉(將陵, 오늘날 산동성山東省 덕주德州) 출신이다. 금(金)의 군인, 장군이다.

## 생애
젊어서 가난하여 사당에서 일하였다. 금 선종(金宣宗) 흥정(興定) 4년(1220), 최립은 유민으로서 구공(九公) 중 하나인 상당공(上黨公) 완안개(完顏開)에게 의지, 공을 새워 도통(都統)과 제공(提控)을 역임하고 태원지부(太原知府)에 올랐으나 실무를 담당하진 않았다. 금 애종(金哀宗) 정대(正大) 초기, 변경(汴京) 즉 개봉(開封)에 들어가 관품을 받았으나 3품관(三品官)에 이르진 못했다. 천흥(天興) 원년(1232) 정월, 삼봉산전투(三峰山之戰)에서 금군이 몽골군에게 대패했다. 그해 3월 몽골군이 남경(南京) 즉 개봉을 포위하자 최립은 안평도위(安平都尉)에 임명되었다. 12월, 애종이 귀덕부(歸德府, 오늘닐 하남河南 상구商丘)로 도주하자, 참지정사(參知政事) 완안노신(完顏奴申)과 추밀부사(樞密副使) 완안습날아복(完顏習捏阿卜)이 남경을 유수하자, 최립은 경성서면원수(京城西面元帥)가 되었다.
천흥 2년(1233) 정월, 최립과 발출로장가(孛朮魯長哥), 한탁(韓鐸), 약안국(藥安國) 등이 200명 갑사를 거느리고 상서성(尙書省)관저를 들이닥쳐 완안노신과 완안습날아복, 점검(點檢) 온둔아리(溫屯阿里)와 간의대부좌우사랑중(諫議大夫左右司郞中) 오고손노신(烏古孫奴申) 등을 죽였다. 최립은 위소왕(衛紹王) 태자 완안종각(完顏從恪)의 여동생 기국공주(岐國公主)가 몽골군중에 있다고 말하며, 왕황후(王皇后)를 협박하여 완안종각을 양왕감국(梁王監國)으로 삼도록 협박했다. 최립은 스스로 태사군마도원수상서령정왕(太師·軍馬都元帥·尙書令·鄭王)을 칭하고, 동생 최의(崔倚)는 평장정사(平章政事), 최간(崔侃)은 전전도점검(殿前都點檢), 발출로장가(孛朮魯長哥)는 어사중승(御史中丞), 한탁(韓鐸)은 부원수겸지개봉부사(副元帥兼知開封府事), 절희안(折希顏), 약안국(藥安國), 장군노(張軍奴), 완안합달(完顏合達)을 원수(元帥)로, 사숙(師肅)을 좌우사랑중(左右司郞中), 가량(賈良)을 병부랑중겸우사도사(兵部郞中兼右司都事)로 삼았다.
최립은 몽골에 투항하였고 최립은 개봉성 서남쪽 청성(靑城)에서 수부타이(Subutai, 速不臺)를 알현했다. 개봉으로 돌아와 방어를 철수하고 100년전 유예(劉豫)의 일처럼 몽골의 괴뢰황제가 되어, 개봉성의 금과 은을 긁어 모았다. 후에 당시 성내에 있었던 중경유수(中京留守) 완안사렬(完顏思烈)의 아들을 중경(中京)으로 보내 항복을 권유했지만 성공하지 못했다. 4월, 최립은 양궁(兩宮), 양왕(梁王), 형왕(荊王) 완안수순(完顏守純)과 종실을 청성으로 보냈다. 몽골군이 입성할 때에는 최립의 처첩과 보화를 약탈했다. 최립은 듣고 놀랐으나 어쩔 수 없었다.
도위(都尉) 산서(山西) 출신 이기(李崎)는 최립의 매제 절희안(折希顏)으로부터 모욕을 받았고, 처 역시 최립에게 약취되자, 도위권동면원수(都尉權東面元帥) 이천노(李賤奴)와 안쳥도위천호(安平都尉司千戶) 이백연(李伯淵)과 함께 최립 암살을 기도했다. 6월 이백연이 밤에 외봉구문(外封丘門)에 불을 질렀고, 다음날 새벽 최립이 시찰하다 성으로 돌아오는 길에 이벡염이 도중에 최립과 절희안, 원수(苑秀)를 죽이고 최립의 시체를 말 꼬리에 걸고 "최립은 살해와 겁탈을 저지르고 음란과 포학을 일삼으며 대역부도한 것이 고금에 없었던 일이니, 마땅히 죽여야 하지 않겠는가?(立殺害劫奪, 烝淫暴虐, 大逆不道, 古今無有, 當殺之不)"라고 말하자, 모두들 "시체를 마디마디 잘라 죽여도 시원치 않다(寸斬之未稱也)"라고 답했다. 최립의 수급을 승천문(承天門) 나무 위에 걸고 금 애종(金哀宗)에게 제사지냈으며, 최립의 재산을 몰수했다.

## 같이 보기
- 개봉 포위전
- 몽금전쟁